# Brittiska koloniseringen av Amerika
Brittiska koloniseringen av Amerika inleddes under det sena 1500-talet. Kolonier etablerades i Nord-, Central- och Sydamerika, samt i Karibien. Ett protektorat etablerades också på Hawaii. Britterna tillhörde de viktigaste kolonisatörerna av Amerika och deras amerikanska imperium kom att utmana till och med de spanska kolonierna i utbredning.

## 1600-talet
Britterna etablerade kolonier längs med östkusten av Nordamerika från Newfoundland så långt söderut som till Florida. Inledningsvis användes namnet "Virginia", efter drottning Elizabeth I, som namn för hela amerikanska östkusten, inklusive dagens New Brunswick, Nova Scotia, Prince Edward Island och Newfoundland och Labrador. Tidiga kolonier inkluderar Jamestown som grundades 1607 som den första lyckade brittiska kolonin i Nordamerika. Popham-kolonin, som också grundades 1607 i dagens Maine, övergavs efter ett år. Cuper's Cave grundades i Newfoundland 1610. Plymouthkolonin grundades 1620, och efter 1620-talet grundades ett antal kolonier längs Nordamerikas nordöstra kust, inklusive Massachusetts Bay-kolonin, som grundades 1632. De tidiga kolonierna befolkades av brittiska bönder och även av en del inhyrda utlänningar, främst skogshuggare från Polen.
Britterna tog också över nederländska kolonin Nya Nederländerna, inklusive Nya Amsterdam, vars namn 1664 ändrades till New York. Britterna förvärvade också i och med detta Nya Sverige, vilket nederländarna tidigare hade erövrat. Nya Sverige blev en del av Pennsylvania.

## 1700-talet
Britterna förvärvade även huvuddelen av Nya Frankrike i två steg (1713 och 1763) samt den spanska kolonin Florida 1763. Nya Frankrike blev provinsen Quebec (södra delarna av dagens Québec och Ontario), St. John's Island (dagens Prince Edward Island) och Nova Scotia. New Brunswick skildes från Nova Scotia 1784.
I norr handlade Hudson bay-kompaniet aktivt päls med indianerna, och tävlade med de franska pälshandlarna. Företaget kom att kontrollera hela området kring Hudson Bay. Området söder om 49:e breddgraden överlämnades till USA 1818.
Tretton av de brittiska kolonierna började 1776 göra uppror, främst på grund av bristande representation i brittiska parlamentet, lokala lagar, och skatter, och grundade Amerikas förenta stater. För att ta emot lojalister delades provinsen Quebec i Övre Kanada (södra delen av dagens Ontario) och Nedre Kanada (södra delen av dagens Québec). De kanadensiska provinserna (The Canadas) slogs ihop igen till provinsen Kanada 1841.

## 1800-talet
Britterna koloniserade även Nordamerikas västkust, där kolonierna vid Vancouver grundades 1849 och Nya Kaledonien 1846. Dessa kolonier kombinerades senare till British Columbia. 
1867 kombinerades kolonierna New Brunswick, Nova Scotia och provinsen Kanada och grundade en sorts självstyrande dominion som fick namnet Kanada. Liksom de tidigare kolonierna tillhörde denna dominion det brittiska imperiet. Kolonierna Prince Edward Island och British Columbia anslöt sig under de kommande sex åren, och Newfoundland och Labrador 1949. Ruperts land och Nordvästra territoriet avträddes till Kanada 1870.